# ديتا فون تيسي
ديتا فون تيسي (بالإنجليزية: Dita Von Teese)‏ (ولدت باسم هيذر رينيه سويت 28 ايلول / سبتمبر 1972 في روتشستر بولاية ميشيغان) هي فنانة أمريكية هزلية، عارضة وممثلة. و زوجة سابقة ل مارلين مانسن

## قائمة أفلامها
| العام | فيلم               | الدور                             | مصادر أخرى             |                                        |
| ----- | ------------------ | --------------------------------- | ---------------------- | -------------------------------------- |
|       | 1995               | المغازلة سارة                     | أليسون                 | الفضل باسم 'هيذر الحلو'                |
|       | 1997               | مسألة الثقة                       | فتاة مع كت             | الفضل باسم 'هيذر الحلو'                |
|       | (1999)             | دبوس المنبثقة 2                   |                        | الفضل باسم 'ديتا'                      |
|       | 2000               | الانحطاط                          |                        | الفضل باسم 'ديتا'                      |
|       | 2001               | المدينة بقعة : مغامرات ليلا ديفين | ليلا ديفين             |                                        |
|       |                    | دغدغة الحزب : المجلد 2            |                        | الفضل باسم 'ديتا'                      |
|       | 2002               | ملزمة في جوارب                    |                        |                                        |
|       |                    | عارية وعاجز                       |                        |                                        |
|       | وفي نفس العام أيضاً | تزهر الداليا                      | اليزابيث كيرت          |                                        |
|       |                    | لئلا ننسى نحن : مجموعة فيديو      | فتاة في مارتيني الزجاج |                                        |
|       | وأخيرا في عام 2005 | وفاة سلفادور دالي                 | مهرجان                 | جائزة أفضل ممثلة في مهرجان بيفرلي هيلز |
|       | 2006.              | القديس فرانسيس                    | الروح، بيكا برنار      |                                        |
|       | 2007               | إيندي الجنس : النهايات            | كارلا نفسها            | وثائقي                                 |
|       | 2007               | والازدهار الغرفة                  | أديلين شتاء            |                                        |

## وصلات خارجية
- الموقع الرسمى
- ديتا فون تيسي على موقع IMDb (الإنجليزية)
- ديتا فون تيسي على موقع ألو سيني (الفرنسية)
- ديتا فون تيسي على موقع ميوزك برينز (الإنجليزية)
- ديتا فون تيسي على موقع أول موفي (الإنجليزية)
- ديتا فون تيسي على موقع إن إن دي بي (الإنجليزية)
- ديتا فون تيسي على موقع أول ميوزيك (الإنجليزية)
- ديتا فون تيسي على موقع ديسكوغز (الإنجليزية)
- ديتا فون تيسي على موقع قاعدة بيانات الفيلم (الإنجليزية)
- ديتا فون تيسي على موقع كينوبويسك (الروسية)